# テッラロ
テッラロ (テラロ、イタリア語: Tellaro) は、イタリアの漁村で、リグーリア海岸に面するリグーリア州ラ・スペツィア県のコムーネ。レーリチの分離集落であり「イタリアの最も美しい村」の一つとして知られる。
ピクサー・アニメーション・スタジオのアニメーション映画『あの夏のルカ』に登場する町の舞台の一つとなった。

## ギャラリー

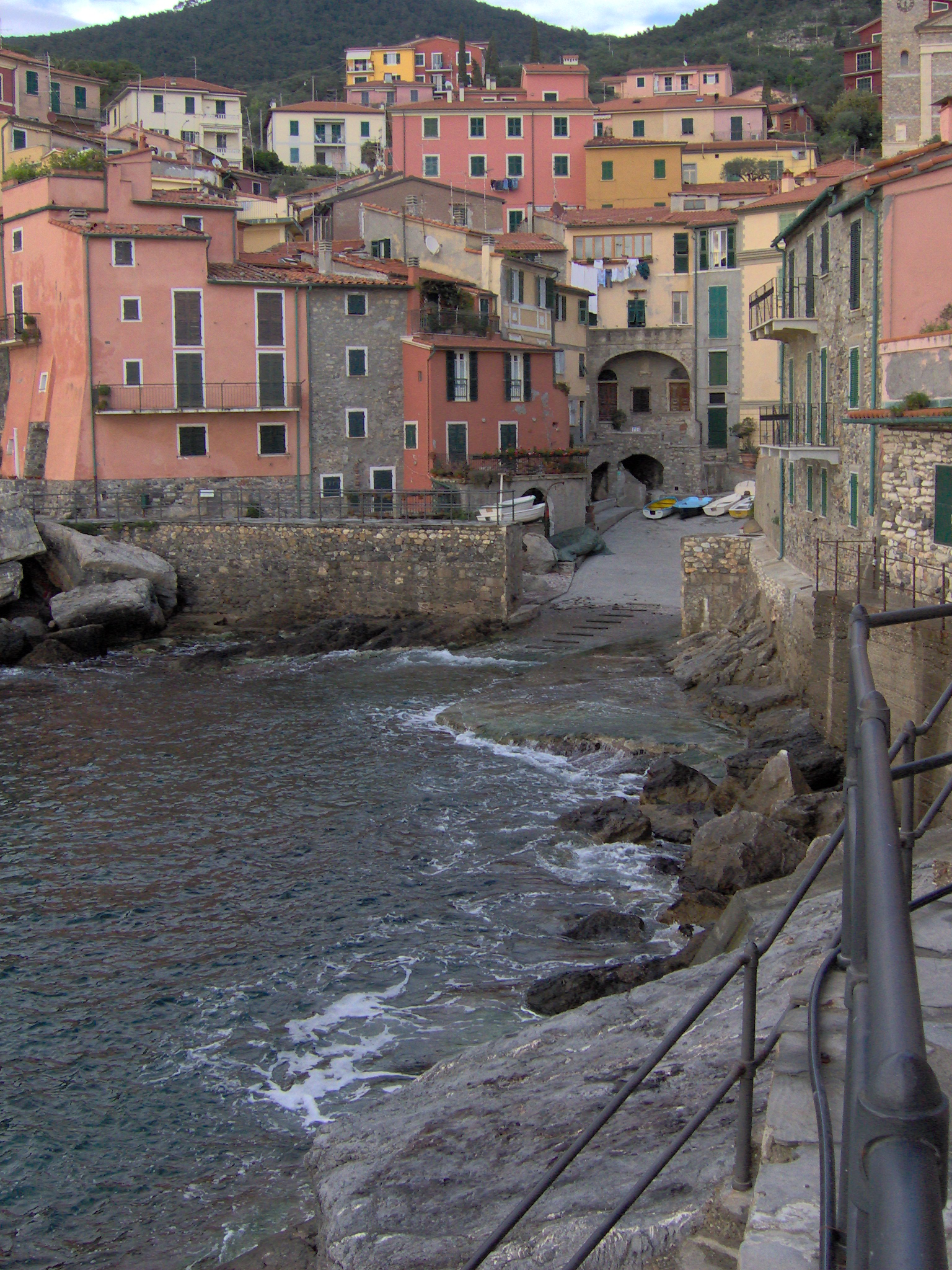
海岸からの眺め

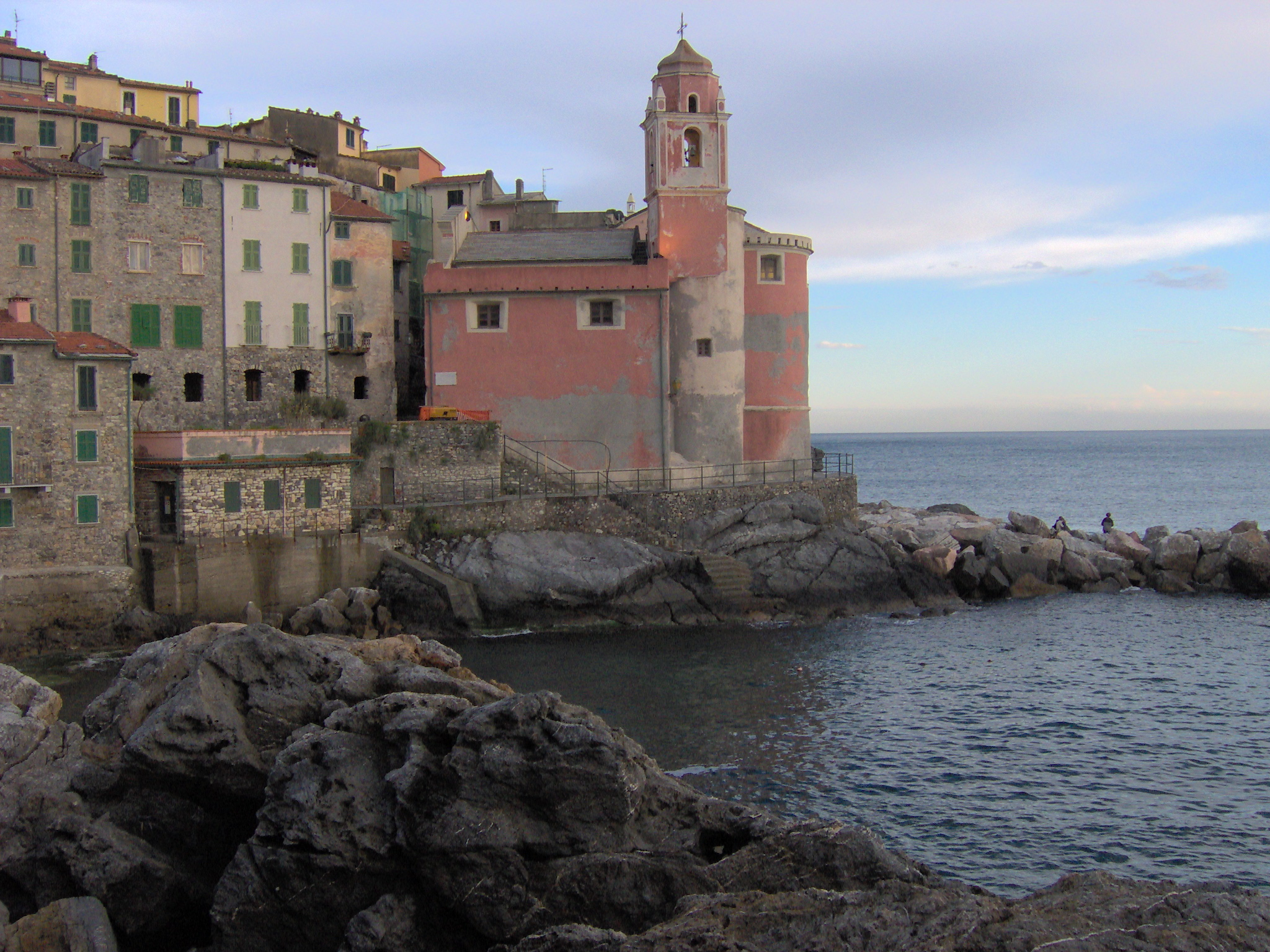
テッラロ教会